# Siberia (2020)
Siberia ist ein Filmdrama von Abel Ferrara, das am 24. Februar 2020 im Hauptwettbewerb der Internationalen Filmfestspiele Berlin seine Premiere feierte.

## Handlung
Ein gebrochener Mann zieht sich in die sibirische Tundra als selbst gewählte Isolation zurück. Doch auch hier findet er keinen inneren Frieden. Um sich aus den dunklen Abgründen seiner selbst zu befreien, ist er gezwungen, sich mit den Dämonen seiner Träume, Erinnerungen und Visionen zu konfrontieren.

## Produktion
Regie führte Abel Ferrara, der gemeinsam mit Christ Zois auch das Drehbuch schrieb.
Der Film erhielt eine Produktionsförderung in Höhe von rund 240.000 Euro vom Deutschen Filmförderfonds, in Höhe von 300.000 Euro vom FilmFernsehFonds Bayern und 500.000 Euro von IDM Südtirol. 
Die Dreharbeiten fanden von Anfang März bis Mitte April 2019 in Südtirol sowie in den Bavaria Studios in München statt.
Im Februar 2020 trat der Film bei den Internationalen Filmfestspielen Berlin im Wettbewerb um den Goldenen Bären an. Im Oktober 2020 soll er beim London Film Festival gezeigt werden.

## Rezeption

### Altersfreigabe
In Deutschland wurde der Film von der FSK ab 16 Jahren freigegeben. In der Freigabebegründung heißt es, der Film sei überwiegend ruhig erzählt, doch brechen immer wieder düstere Phantasien und Schockmomente in den Fluss der Bilder ein. Außerdem weise der Film einzelne Gewaltdarstellungen und explizite Sexszenen auf, was Kinder und Jugendliche unter 16 Jahren irritieren und überfordern könne, da die stilisierte, parabelhafte Erzählweise ihnen kaum Orientierung biete.

### Kritiken
In Siberia scheine kaum etwas zu passen, so Carolin Weidner in der taz, „jedenfalls dann nicht, wenn man einen Film erwartet, der von einer Welt erzählt, wie man sie mit Augen und Ohren erfassen kann. Fast erscheint einem Siberia wie eine Halluzination. Man könnte glauben, nach einem langen Kinoabend in aufwühlende Träume gefallen zu sein.“ Wer kürzlich Tommaso, Ferraras letzten Film, gesehen habe, so Weidner weiter, kenne das schon: „Virtuos wie lapidar inszeniert, hielt der Film im Reich der Sprache nach Seelenfrieden für Tommaso Ausschau. Siberia stellt dem Unterfangen opulentes Bildmaterial zur Seite. Und Alkohol.“

### Auszeichnungen
Internationale Filmfestspiele Berlin 2020
- Nominierung für den Goldenen Bären (Abel Ferrara)